# 安斉星来
安斉 星来（あんざい せいら、2004年〈平成16年〉2月17日 - ）は、日本の女優、ファッションモデル、タレント。神奈川県藤沢市出身。プラチナムプロダクション所属。

## 略歴
小学生の頃はバレーボール選手になるのが夢だった。中学生ではキャプテンを務めるも、将来的なバレー選手への夢は諦め、芸能界への挑戦を決意する。
両親並びにマネージャーと話し合い、芸能活動開始時期を高校3年生時と決め、高校3年の夏に恋愛リアリティ番組『虹とオオカミには騙されない』（AbemaTV）にて本格的な芸能活動をスタートさせる。抜群のスタイルと高校生離れをした大人びた雰囲気から一躍注目をあびる。
『虹とオオカミには騙されない』の出演を皮切りに、モデルとしての活動を開始。ランウェイ・ファッションショーの東京ガールズコレクション（TGC）と関西コレクションに出演。TGCでは「moment＋」ステージを、関西コレクションでは「color」ステージなどを堂々とランウェイした。
2021年10月から2024年3月31日までバラエティ番組『超無敵クラス』（日本テレビ）にレギュラー出演。

## 人物
- 実姉は歌手・女優の安斉かれん[8]。
- 趣味はイラスト、メイク、一人ショッピング、洋楽視聴[1]。
- 特技はバレーボール（小学生 - 中学生時代）[1]。
- 好物は寿司と焼肉、苦手はナスとゴーヤ[3]。
- 好きな動物はネコで、4匹飼っている[3]。
- 好きな色は黒[3]。
- 白のふわふわ系の洋服は着ないが、それ以外の服をTPOに合わせてファッションを楽しむ[3]。
- 恋愛は不器用と多く評価されるが[9][10]、手先は器用で髪の毛は自分でカットしている[11]。
- 4つのコンプレックスを克服したいと考えており[12]、『TV Bros.』（東京ニュース通信社）のインタビューで内容を語っている[3]。
- 将来の大きな目標は海外の活動で、英語の勉強にも取り組んでいる[13]。

## 出演

### インターネット配信
- 虹とオオカミには騙されない（AbemaTV、2021年8月1日 - 10月24日）[14]
- ぬらりひょんの棲む家2（peep、2021年12月10日）純奈 役[15]
- 外道の歌（DMM TV、2024年12月6日 - ）SEIRA 役[16]

### ファッションショー
- 東京ガールズコレクション
  - マイナビ 東京ガールズコレクション 2021 AUTUMN/WINTER（2021年9月4日）[17]
  - 第37回 マイナビ 東京ガールズコレクション 2023 AUTUMN／WINTER（2023年9月2日、さいたまスーパーアリーナ）[18]
  - CREATEs presents TGC KITAKYUSHU 2023 by TOKYO GIRLS COLLECTION（2023年10月7日、西日本総合展示場新館）[19]
  - TGC MATSUYAMA 2024 by TOKYO GIRLS COLLECTION（2024年7月13日、愛媛県武道館）[20]
- 関西コレクション
  - EXIA Presents KANSAI COLLECTION 2021 AUTUMN&WINTER（2021年9月5日）[1]
- GirlsAward
  - Rakuten GirlsAward 2023 AUTUMN/WINTER（2023年9月30日、幕張メッセ）[21]
  - Rakuten GirlsAward 2025 SPRING/SUMMER（2025年5月3日、国立代々木競技場第一体育館）[22]
- ミュゼプラチナム Presents SAPPORO COLLECTION 2023 AUTUMN／WINTER（2023年11月4日、北海きたえーる）[23]

### イベント
- チームシンデレラ主催 シンデレラフェス ハロウィン オンライン（2021年10月23日）[24]
- SAPPORO COLLECTION 2021 ONLINE WINTER Edition（2021年11月9日）[25]
- AMAMI PLUS はやたくん家 第2回（2021年11月13日）[26]

### モデル
- GYDA（ジェイダ） - MARK STYLER（マークスタイラー）のブランド「GYDA」公式通販（RUNWAY channel、2021年8月1日 - ）[27][28]
- アディダス×HIMARAYA オリジナル スポーツミックス コーディネート - HIMARAYA公式サイト及び店舗掲載のアディダスコーディネイト キャンペーンモデル（2021年10月22日）[29]

### テレビ

#### ドラマ
- 卒業式に、神谷詩子がいない（2022年2月27日 - 3月27日、日本テレビ） - 山崎美月 役[30]
- コンビニ★ヒーローズ〜あなたのSOSいただきました!!〜 第4話（2022年11月2日、関西テレビ 他） - すず 役[31]
- 100万回 言えばよかった（2023年1月13日 - 3月17日、TBS） - 尾崎莉桜（高校時代）役[32]
- 往生際の意味を知れ!（2023年3月8日 - 4月26日、毎日放送・TBS） - 日下部珠緒 役[33]
- トリリオンゲーム 第4話 - 第6話・最終話（2023年8月4日 - 18日・9月15日、TBS） - 二葉小梢 役[34][35]
- 東京貧困女子。-貧困なんて他人事だと思ってた-（2023年11月17日 - 12月22日、WOWOW） - 石岡・バウティスタ・リサ 役[36]
- 新空港占拠（2024年1月13日 - 3月16日、日本テレビ） - 兎 / 浜松奏 役[37][38]
- 海に眠るダイヤモンド（2024年10月20日 - 12月22日、TBS） - アイリ 役[39]
- 御上先生（2025年1月19日 - 3月23日、TBS） - 小栗天音 役[40][41]

#### 教育
- NHK高校講座 公共（2022年4月18日 - 、NHK Ｅテレ）[42]

#### バラエティ
- 超無敵クラス（2021年10月5日・10月27日 - 2024年3月31日・7月21日 ・7月28日 ・9月8日・9月15日・9月29日・10月6日・12月15日・12月22日・2025年2月2日・2月9日・3月30日、日本テレビ）[7]
- サンデージャポン（2022年3月13日・4月10日・5月15日・11月6日、2023年2月19日・7月2日、2024年4月21日、TBSテレビ）[注 1]

- THE突破ファイル（2023年2月11日 - 、日本テレビ）[43]
- 沸騰ワード10（2023年10月20日 - 、日本テレビ）
- 夏の特大!さんま御殿 芸能人が弱点初告白&DNAお反すべし親子祭（2023年7月4日、日本テレビ）
- 潜入!リアルスコープ 秋の大潜入SP（2023年10月21日、フジテレビ）
- ヒューマングルメンタリー オモウマい店（2024年7月2日、日本テレビ）※中京テレビ制作
- 世界まる見え!テレビ特捜部（2024年9月9日、日本テレビ）
- ぐるぐるナインティナイン（2025年3月6日、日本テレビ）
- チャンハウス（2025年3月22日、フジテレビ）ザツガクプレゼンター
- 日曜日の初耳学（2025年4月27日、毎日放送）スタジオゲスト
- キントレ（2025年8月2日、日本テレビ）

### 映画
- 君は放課後インソムニア（2023年6月23日、ポニーキャニオン） - 穴水かなみ 役[44]
- 赤羽骨子のボディガード（2024年8月2日、松竹） - 夏野真凪 役[45]
- 聖☆おにいさん THE MOVIE〜ホーリーメン VS 悪魔軍団〜（2024年12月20日、東宝） - 女子ーズ ネイビー 役[46]
- カラダ探し THE LAST NIGHT（2025年9月5日公開予定、ワーナー・ブラザース映画） - 早川岬 役[47]

### CM
- ファイントゥデイ資生堂『シーブリーズ』（2022年3月24日 - ）[48]
- 小泉成器『ヴィダルサスーン』（2022年10月 - ） - アンバサダー[49]
- Schick『サロンプラス フェイシャルシェービングバーム』（2024年3月 - ） - アンバサダー[50]
- 三菱HCキャピタル（2024年7月8日 - ）[51]

## 書籍

### 写真集
- 1st写真集『Sirius』（2023年7月5日、幻冬舎）ISBN 978-4-344-04129-5[52]

### 雑誌
- CM NOW（玄光社、2022年1月 - 2月号）[53]